# Беседкови
Беседкови (Ptilonorhynchidae), наричани също Беседкови птици, са семейство средноголеми птици от разред Врабчоподобни (Passeriformes).
Включва 8 рода с 20 вида, разпространени в гори и храстови местности в Австралия и Нова Гвинея. Размерите им варират от 22 сантиметра дължина и 70 грама маса при златната беседкова птица (Prionodura newtoniana) до 40 сантиметра и 230 грама при голямата беседкова птица (Chlamydera nuchalis). Хранят се главно с плодове, но също насекоми, цветове, цветен нектар и листа на определени растителни видове.

## Родове
Семейство Ptilonorhynchidae – Беседкови
- Ailuroedus
- Amblyornis
- Archboldia
- Chlamydera
- Prionodura – Златни беседкови птици
- Ptilonorhynchus – Атлазени беседкови птици
- Scenopooetes
- Sericulus